# Anneliese Brost Musikforum Ruhr

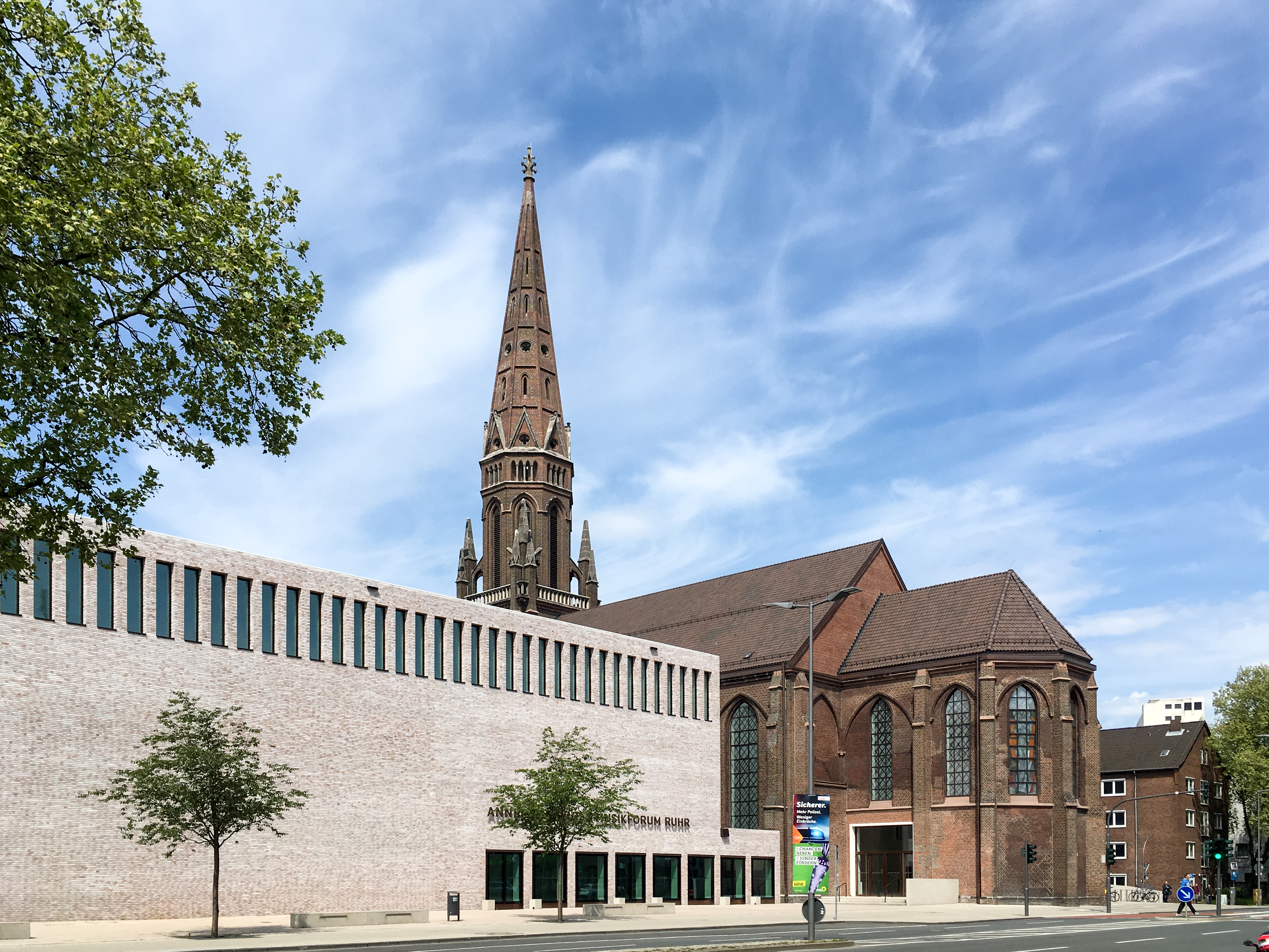
Südflügel des Bochumer Konzerthauses mit der zum Foyer umgebauten ehemaligen Marienkirche

Das Anneliese Brost Musikforum in Bochum ist ein Konzerthaus der Bochumer Symphoniker, in dem auch Konzerte der städtischen Musikschule stattfinden. Die ehemalige St.-Marien-Kirche dient in dem von den Stuttgarter Architekten Bez+Kock konzipierten Gebäude als Foyer für beide Säle. Mit dem neuen Musikzentrum soll ein künstlerischer Anziehungspunkt entstehen, der in die Stadt und die Region ausstrahlt. Die Eröffnung fand am 28. Oktober 2016 statt. Der Name des Musikforums bezieht sich auf Anneliese Brost, deren Stiftung den Bau wesentlich unterstützte.

## Vorgeschichte

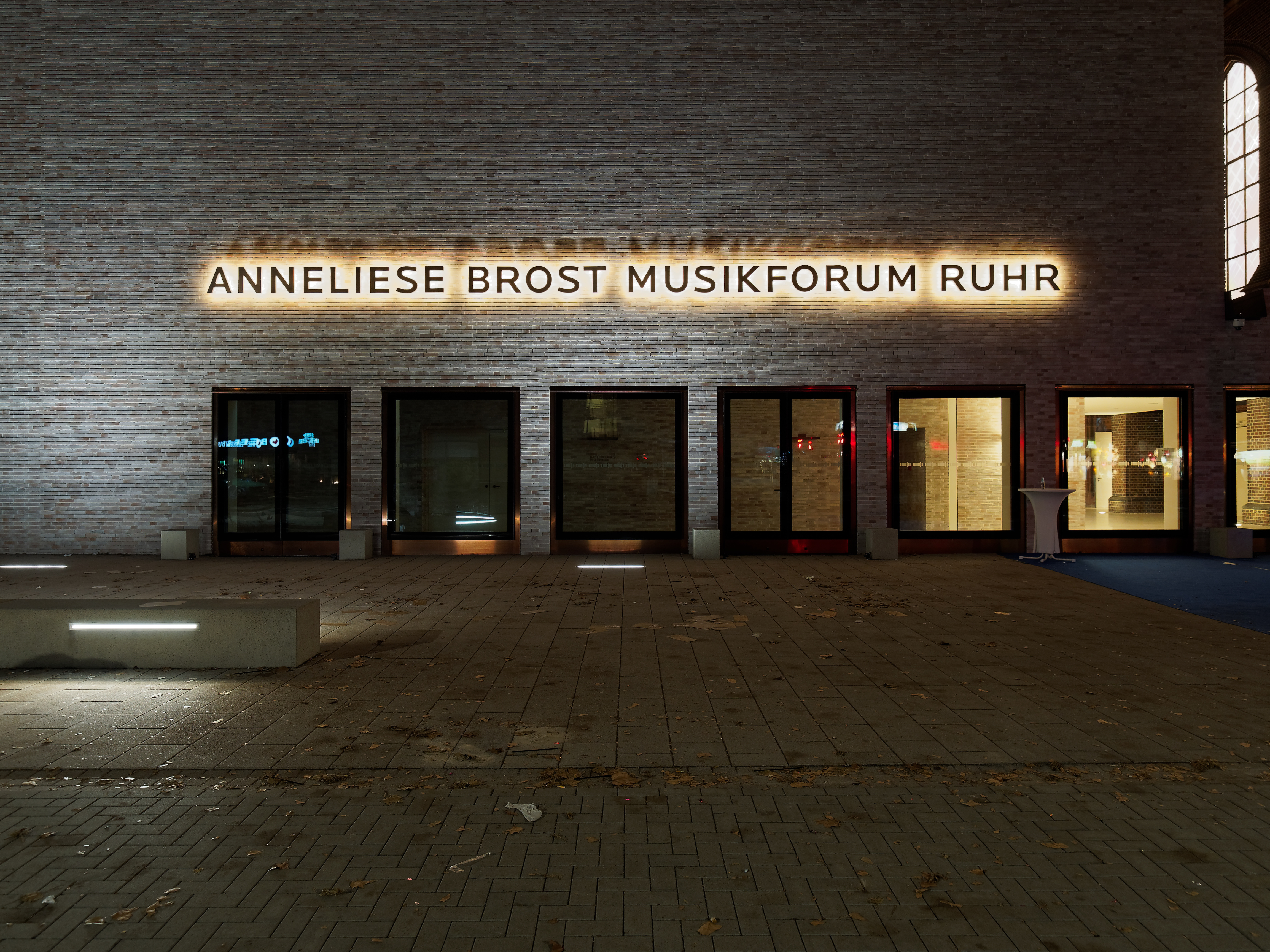
Eingangsbereich des Anneliese Brost Musikforums an der Viktoriastraße

Bereits im Laufe der 1960er Jahre, begleitend zur Umbenennung des Städtischen Orchesters in Bochumer Symphoniker, wurde der Bau eines Konzerthauses erwogen, um das Schauspielhaus als Spielstätte des Orchesters zu entlasten. Anstelle des Konzerthauses wurde jedoch die Ruhrlandhalle als Mehrzweckhalle errichtet. „Das heimatlose Herumirren, zuletzt zwischen dem akustisch prekären Bochumer Schauspielhaus und dem Audimax der Ruhr-Universität“ dauerte infolgedessen an.

## Konzept

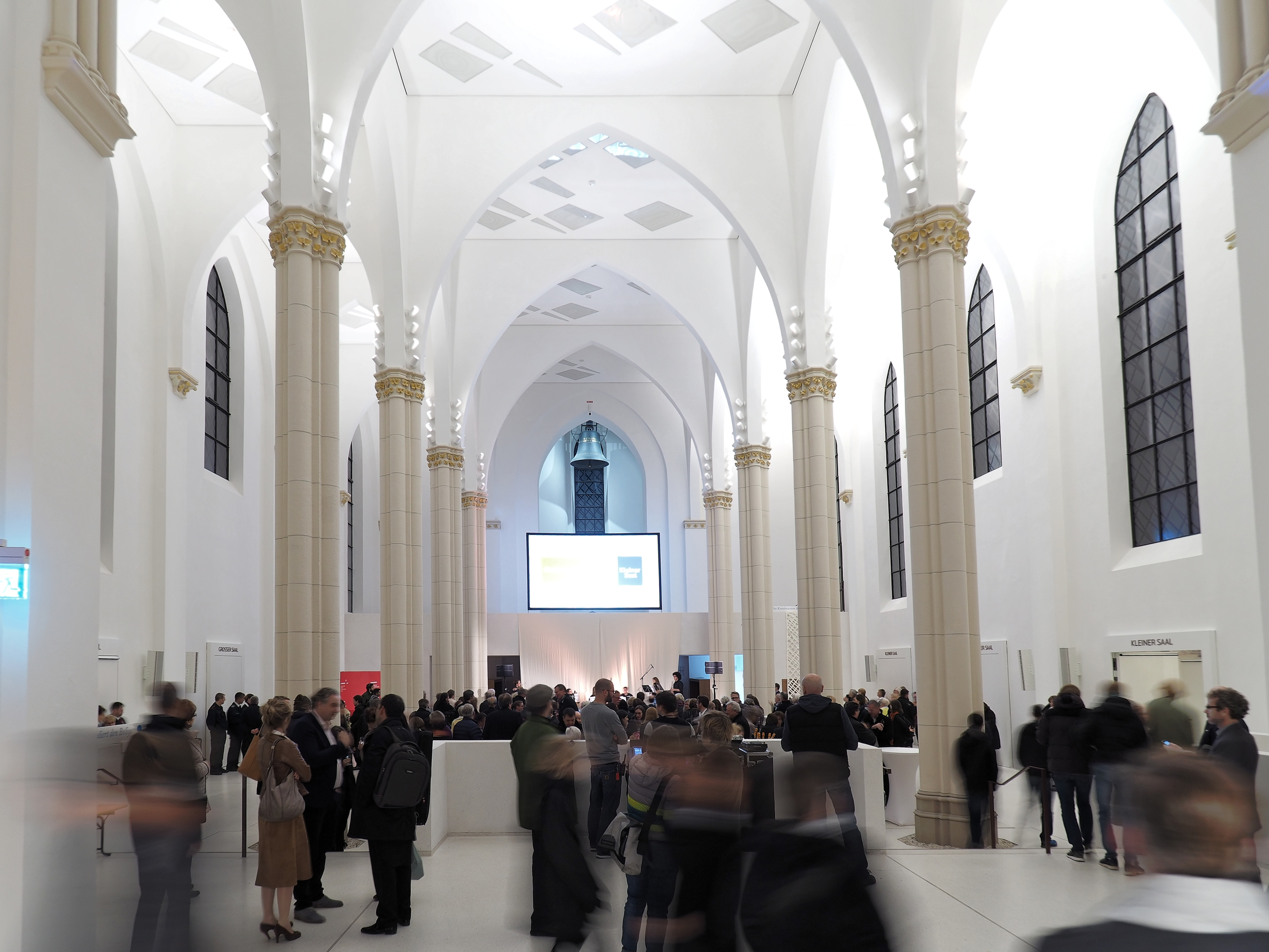
Das Foyer in der ehemaligen Marienkirche

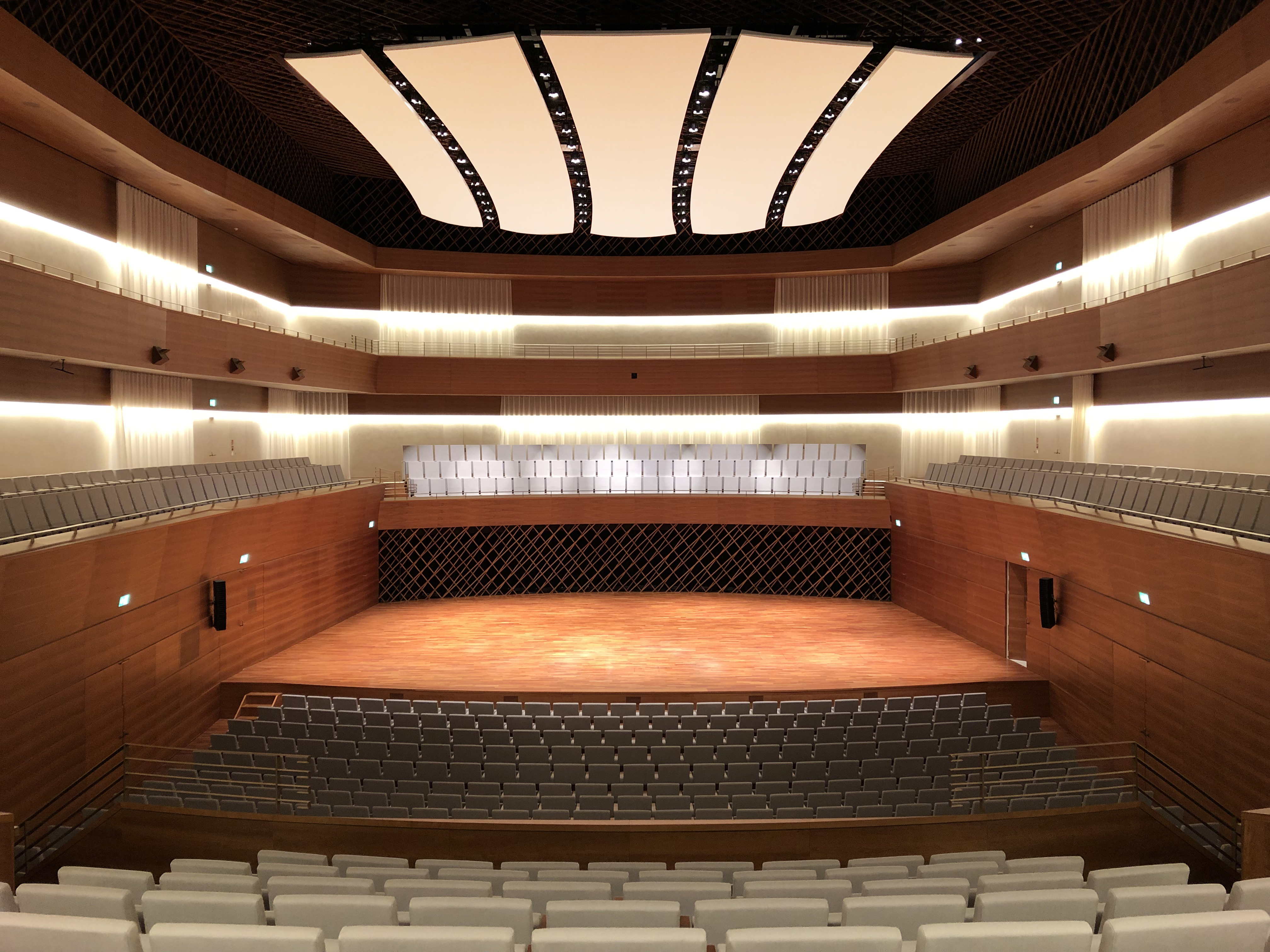
Der große Saal für rund 1000 Besucher

Das Musikzentrum dient unter anderem als Heimat der Bochumer Symphoniker für Proben und Konzerte, Raum für die städtische Musikschule und Auftrittsort für ihre Schüler und Ensembles sowie als architektonisch ansprechender Bestandteil der Innenstadtgestaltung.
Errichtet wurde das Musikzentrum mit folgendem Raumprogramm:
- ein konzertant nutzbarer Großer Saal mit 1026 Plätzen und Bühne, links vom Eingang her gesehen, also südlich
- ein nicht fest bestuhlter, akustisch optimierter Multifunktionssaal mit etwa 250 Plätzen und Bühne, rechts vom Eingang her gesehen, also nördlich
- ein Foyer – auch für Lesungen, kleinere Konzerte, Zusammenkünfte und nicht Vorhersehbares
- Stimmzimmer, Probenräume, Künstlergarderoben
- Räume für die Infrastruktur eines konzertanten Hauses
- Notenarchiv, Inspizientenräume, Lagerräume

## Entwicklung
Ursprünglich sollte die Stadt Bochum ein reines Konzerthaus erhalten. Immer wieder scheiterte die Durchführung des Projektes an fehlenden Mitteln, obwohl eine private Stiftung einen wesentlichen Teil der Baukosten aufbringen wollte. Zuletzt verbot 2010 die Bezirksregierung Arnsberg der Stadt, Eigenmittel für das Projekt aufzubringen, da die Stadt sich im Nothaushalt befand. Aufgrund der schwierigen Haushaltssituation schloss auch das Land eine Landesförderung als unrealistisch aus.
Aufgrund einer Konzeptänderung durch die Hinzunahme eines Musikschulsaals wurde aus dem Projekt Konzerthaus das Vorhaben Musikzentrum. Hierfür stellte die Landesregierung 2011 die erforderlichen EU-Fördermittel und Landesmittel in Aussicht.

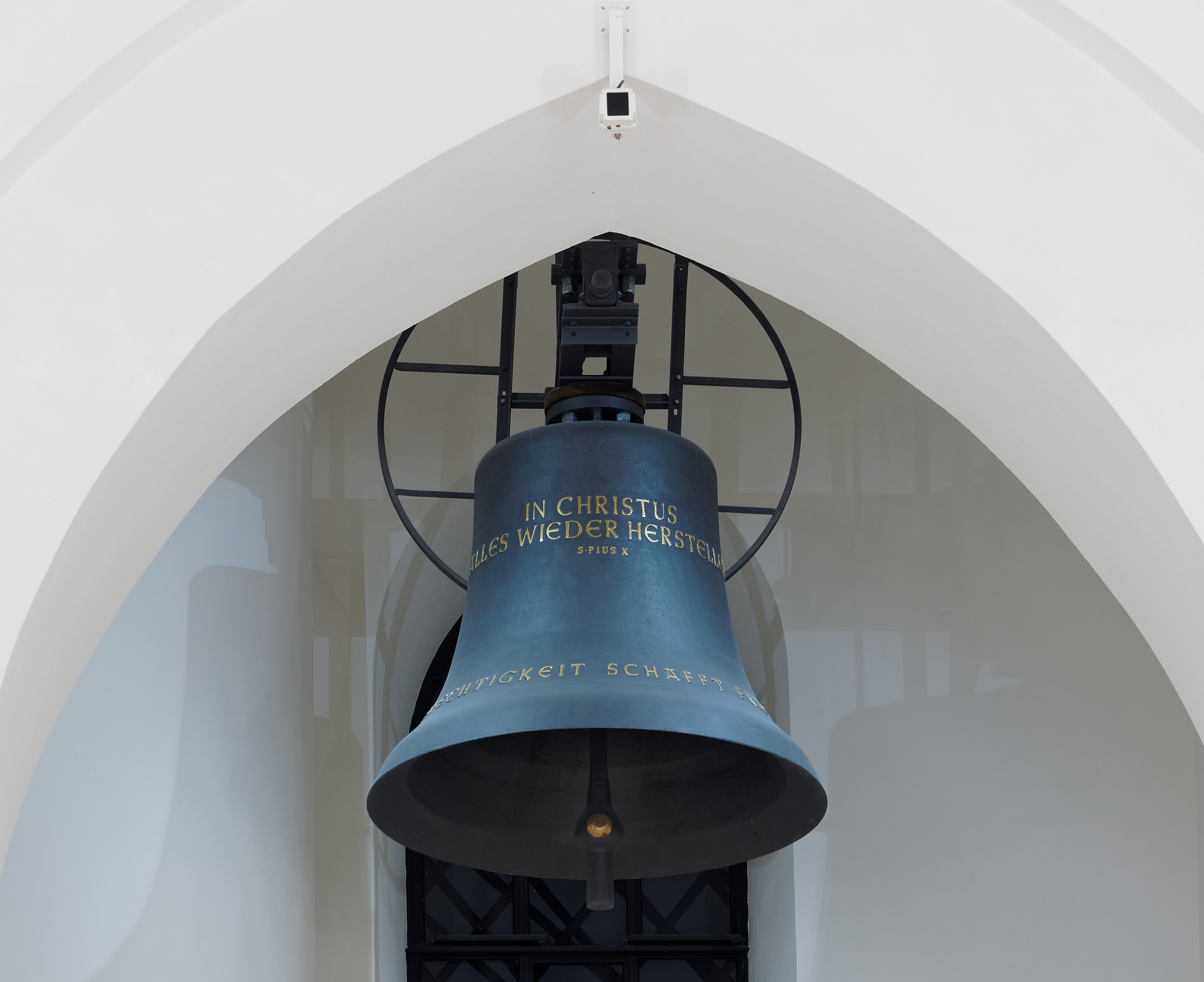
Die Pausenglocke

Der Rat der Stadt Bochum beschloss am 9. März 2011 den Bau des Musikzentrums unter bestimmten Bedingungen, insbesondere rechtsverbindliche Bereitstellung privater Spenden in Höhe von 14,3 Mio. Euro, Verfügbarkeit von Fördermitteln in Höhe von 16,528 Mio. Euro, Einhalten einer Baukostengrenze von 33,3 Mio. Euro und gebäudebezogene Folgekosten von maximal 650.000 Euro.
Den Architektenwettbewerb gewann das Planungsbüro Bez+Kock aus Stuttgart. Im Entwurf „konnte der räumliche Charakter der Kirche bewahrt, ja, diese zum Maßstab erhoben werden: In ihrem Chor liegt der doppelte Haupteingang, ihr Schiff dient als Foyer, die Garderobe befindet sich unter der Empore der früheren Orgel, und von den vier Glocken, die, hergestellt vom Bochumer Verein für Bergbau und Gussstahlfabrikation, aus statischen Gründen aus dem Turm genommen wurden, schlägt die größte (mit dem Ton b wie Bochum) als Pausengong“.
Von diesem Entwurf überzeugt, beschloss der Rat der Stadt am 5. Juli 2012, dass die genannten Bedingungen erfüllt seien. Mit dem Bau des Musikzentrums wurde 2013 begonnen. 14,6 Millionen Euro der Baukosten wurden von privaten Spendern beigetragen. Die kalkulierten Baukosten wurden letztlich um rund 10 % überschritten – ein für öffentliche Bauten dieser Größe gutes Ergebnis. Die Eröffnung erfolgte plangemäß im Oktober 2016. Die Bochumer Symphoniker „erhalten damit die Anerkennung, die sie sich schon lange erspielt, und das Domizil, das sie so lange entbehrt haben“. Zudem „hat sich Bochum durch dieses Projekt als handlungsstarke und erfindungsreiche Kommune ins Bewusstsein gebracht“.

## Leitung
Im Sommer 2021 trat Tung-Chieh Chuang dort die Nachfolge von Steven Sloane als Intendant an.

## Rezeption
Zum Eröffnungswochenende des Musikforums im Oktober 2016 kamen 40.000 Besucher. Die Konzertveranstaltungen haben eine Auslastung von über 95 % "und bezeugen die langfristige Perspektive dieser musikalischen Erfolgsgeschichte."

### Auszeichnungen
Das Anneliese Brost Musikforum Ruhr wurde mehrfach mit national und international ausgelobten Architekturpreisen ausgezeichnet, u. a. mit dem Architekturpreis des Landes Nordrhein-Westfalen 2018 und dem German Design Award (Winner) 2017 sowie in Best Architects 18 vorgestellt.
Im Rahmen des 2018 vom BDA Bund Deutscher Architekten verliehenen Architekturpreises des Landes Nordrhein-Westfalen urteilte die Jury: 
"Das alte Kirchenschiff hat ein unerwartetes Raumpotenzial entwickelt, indem aus dem bloßen Entree und Verteiler ein eigenständiger Veranstaltungssaal geworden ist, der die beiden Konzertsäle ergänzt. Der Funktionswandel vom Sakral- zum profanen Konzertgebäude hat dem ehemaligen Gotteshaus nichts von seiner Würde genommen."

## Kritik

### Bund der Steuerzahler
Der Bund der Steuerzahler setzte das Vorhaben auf die Steuerverschwendungsliste 2011. Zur Begründung wurde u. a. angeführt, ein neues Konzerthaus in Bochum sei angesichts der in den Nachbarstädten Dortmund und Essen bereits existierenden Konzerthäuser nicht erforderlich. Weiterhin wurde kritisiert, dass die Betriebskosten von der Stadt zu tragen seien, was „nicht zum sonstigen Klagelied über die Finanzlage der Stadt“ passe. Weiterhin übernahm die Stadt Bochum die Jahrhunderthalle Bochum mit der Zusicherung des Landes NRW über 9,53 Mio. Euro Fördergelder zum Zweck des Umbaus der St.-Marien-Kirche Bochum zu einem „Musischen Zentrum“. Der Bund der Steuerzahler schrieb dazu in einem Artikel, dass dadurch zusätzlich mindestens eine halbe Million Euro an jährlichen Unterhaltskosten im Haushalt der Stadt anfallen würden.

### Bürgerinitiative Bürgerbegehren

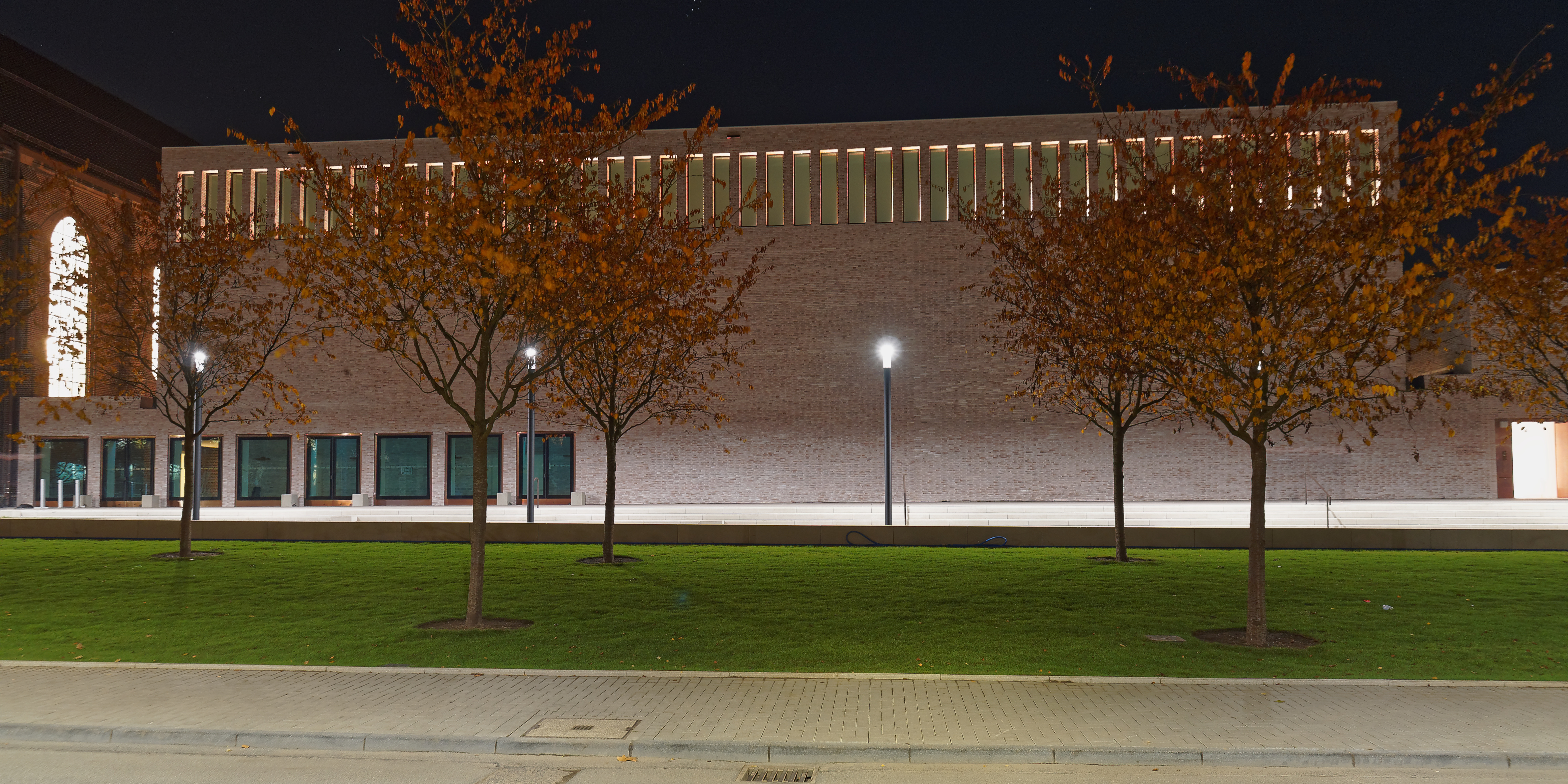
Westseite des großen Saals an der Humboldtstraße

Eine Bürgerinitiative versuchte bereits vor dem Baubeschluss vom 5. Juli 2012 zu erreichen, dass der Beschluss über die Erfüllung der Baubedingungen an Stelle des Rates durch die Bürger der Stadt getroffen werden soll. Dies lehnten die großen Ratsparteien ab. Für ein entsprechendes Bürgerbegehren lagen nicht genug Unterschriften vor. Daraufhin initiierte die Bürgerinitiative ein neues Bürgerbegehren, um einen Bürgerentscheid zu erzwingen. Sie sammelte 14.924 Stimmen. Das Verwaltungsgericht Gelsenkirchen erklärte das Bürgerbegehren jedoch wegen nicht eingehaltener Fristen für unzulässig. Die Beschwerde gegen diese Entscheidung vor dem Oberverwaltungsgericht Münster endete damit, dass das Gericht die Fragestellung für unzulässig erklärte. Trotz des juristischen Scheiterns des Bürgerbegehrens befasste sich der Rat der Stadt am 13. Dezember 2012 mit dem Bürgerentscheid; auch der Rat stellte die Unzulässigkeit fest.
Mitglieder der Bürgerinitiative erstellten Gutachten zu den Folgekosten des Musikzentrums. Eines davon bezifferte die gebäudebezogenen Folgekosten gemäß DIN 18960 auf mindestens 2,13 Mio. Euro (statt 0,65 Mio. Euro). Überdies rechnete die Bürgerinitiative aus, dass jede verkaufte Eintrittskarte bei Errichtung des Musikzentrums mit 400 Euro subventioniert würde, bezogen auf alle Konzertbesucher (inklusive der Besucher, die keinen Eintritt bezahlen) mit 207 Euro.